# Água de Beber
Água de Beber (укр. «Питна вода») — пісня Тома Жобіма на слова Вінісіуса ді Морайса, а також інструментальна композиція з першого альбому Жобіма The Composer of Desafinado Plays (1963), джазовий стандарт та стандарт босанови.

## Історія
Том Жобім з ді Морайсом на замовлення президента Бразилії Жуселіну Кубічека працювали в 1959—1960 роках над симфонією в п'яти частинах Brasília — Sinfonia da Alvorada, присвяченою заснуванню нової столиці країни Бразиліа. Шоу з виконанням симфонії зрештою було визнано занадто дорогим, церемонія відкриття пройшла без нього, а симфонія була записана на студії Columbia і вийшла окремим альбомом 1961 року. Але 1960 року президент запросив авторів відвідати будівництво нової столиці і під час вечірніх прогулянок Жобім і ді Морайс звернули увагу на постійний виток води, спричинений, як виявилося, незакінченим водогоном питної води. Саме з цього випадку народилася пісня.
Вперше пісня представлена в січні 1961 року Вінісіусом ді Морайсом на синглі Água de Beber b/w Lamento no Morro та альбомі Carnaval da Cidade Maravilhosa. Вінісіус, що раніше виступав виключно як декламатор (наприклад, у альбомі Orfeu da Conceiçao), дебютував як вокаліст саме на «Água de Beber».
Починаючи з березня 1961 року пісня мала понад десять релізів у виконанні самих різних співаків та виконавців, серед яких: Ельза Ларан'єйра, Ана Лусія, Ізаура Гарсія, Майса, Волтер Вандерлі тощо. У квітні 1961 року інтерпретація мелодії була використана в документальному італійському фільмі про нічне життя «America di Notte». Аранжована під самбу «Água de Beber» увійшла до альбому Сіда Грея Só Samba Sabendo Sambar, виданому бразильським лейблом 007.
В травні 1963 року на студії Verve за пропозицією продюсера Кріда Тейлора створено альбом The Composer of Desafinado Plays, де інструментальна версія композиції виконана Антоніу Карлусом Жобіном. Наступного року цей альбом випустив бразильський лейбл Elenco вже під назвою Antônio Carlos Jobim.
Після виходу альбому пісня неодноразово перекладалась і виконувалась самими різними виконавцями.
Перекладену англійською Норманом Гімбелом пісню під назвою «Drinking water» вперше виконала Ванда Са в альбомі Softly (1965). 1969 року цей переклад співав Френк Сінатра у спільному з Жобімом альбомі Sinatra & Company. Пісню у перекладі французькою П'єра Бару «Ce n'est que de l'eau» виконали Бару в альбомі Ça va, ça vient (1971) та Саша Дістель в альбомі Un amour, un sourire, une fleur… (1975).

## Виконавці
- Вінісіус ді Морайс — Carnaval da Cidade Maravilhosa (1961)
- Ельза Ларан'єйра — Ternura (1961)
- Ана Лусія — O Encanto e a Voz de Anna Lúcia (1961)
- Ізаура Гарсія — A Pedida É Samba (1961)
- Елрон Чавес та Sua Orquestra — Em Tempo de Samba (1961)
- Zé Bodega та Orquestra De Severino Araújo – Um Sax No Samba (1961)
- Оркестр Сіда Грея – Só Samba Sabendo Sambar (1961)
- Волтер Вандерлі — Samba É Samba Com Walter Wanderley (1962)
- Майса — Canção Do Amor Mais Triste (1962)
- Секстет Брено Зауера — Viva O Ritmo (1962)
- Туркуїнью — Samba de Bossa (1963)
- Антоніу Карлус Жобін — The Composer of Desafinado Plays (1963) та The Wonderful World of Antônio Carlos Jobim (1965)
- Аструд Жілберту (разом з Томом Жобімом) — The Astrud Gilberto Album (1965)
- Тіто Пуенте та Ла Лупе — Tu y Yo / You 'N' Me(1965)
- Ванда Са — Softly (1965)
- Bossa Três, Лені Андраде, Пері Рібейро — Gemini V En Mexico (1966)
- Сержіу Мендес — Herb Alpert Presents (1966)
- Карола Стандертскьйолд Mohair Sam / Aqua De Beber (1967)
- Хуан Гарсія Есківель — The Genius of Esquivel (1967)
- Френк Сінатра (разом з Томом Жобімом) — Sinatra & Company (1969)
- Ел Джерро — Glow (1976)
- Елла Фіцджеральд — Ella Abraça Jobim (1981) та Ella A Nice (1983)
- Аструд Жілберту (з оркестром Джеймса Ласта) – Plus (1986)
- Еліан Еліас — Eliane Elias Plays Jobim (1989)
- Лі Рітенаур — A Twist of Jobim (1997)
- Чарлі Берд — My Inspiration: Music of Brazil (1999)
- Квартет Жобім-Мореленбаум — Quarteto Jobim Morelenbaum (2000)
- Софі Мільман — Sophie Milman (2004)
- Мея — Mellow (2004)
- Ана Паула Лопес — Meu (2005)
- Таня Марія — Intimidade (2005)
- Девід Бенуа — Full Circle (2006)